# Volksbank Mönchengladbach
Die Volksbank Mönchengladbach eG ist ein regional verwurzeltes Kreditinstitut in der Rechtsform der eingetragenen Genossenschaft mit Sitz in Mönchengladbach. Sie zählt zu den größeren Genossenschaftsbanken in Nordrhein-Westfalen und ist Mitglied im Genoverband.

## Geschichte
Die Bank blickt auf über 140 Jahre genossenschaftlicher Tradition zurück. Ihr Ursprung liegt in zahlreichen kleinen Spar- und Darlehnskassen, die sich seit dem späten 19. Jahrhundert im Raum Mönchengladbach, Erkelenz, Meerbusch und Willich gründeten.

### Wichtige Entwicklungsschritte
- 1882–1925: Gründung verschiedener Spar- und Darlehnskassen, z. B. in Hochneukirch (1882), Wanlo (1894), Willich (1891), Hardt (1897), Neuwerk (1901)
- 1965–1988: Zusammenschlüsse zur „Spar- und Kreditbank Gladbach“ (1972), später „Raiffeisenbank Mönchengladbach“ (1988)
- 1997–2000: Fusionen zur heutigen Volksbank Mönchengladbach eG
- 2005: Zusammenschluss mit der Volksbank Willich
- 2017: Fusion mit der Volksbank Erkelenz eG
- 2020: Fusion mit der Volksbank Meerbusch eG

## Geschäftsentwicklung
Die Volksbank Mönchengladbach eG hat sich in den vergangenen Jahren durch organisches Wachstum und Fusionen deutlich weiterentwickelt. Die Bilanzsumme hat sich in den letzten 20 Jahren mehr als verdreifacht.

### Bilanzkennzahlen (2014–2024)
| Jahr | Bilanzsumme (Mio. €) | Kundeneinlagen (Mio. €) | Kundenkredite (Mio. €) | Mitglieder |
| ---- | -------------------- | ----------------------- | ---------------------- | ---------- |
| 2014 | 877                  | 652                     | 535                    | 13.412     |
| 2015 | 904                  | 681                     | 561                    | 14.257     |
| 2016 | 1.023                | 716                     | 630                    | 18.164     |
| 2017 | 1.124                | 801                     | 698                    | 19.957     |
| 2018 | 1.346                | 1.012                   | 911                    | 20.174     |
| 2019 | 1.439                | 1.142                   | 973                    | 20.642     |
| 2020 | 2.493                | 1.928                   | 1.292                  | 30.649     |
| 2021 | 2.603                | 2.000                   | 1.378                  | 29.672     |
| 2022 | 2.641                | 2.050                   | 1.472                  | 28.761     |
| 2023 | 2.732                | 2.100                   | 1.547                  | 28.320     |
| 2024 | 2.778                | 2.100                   | 1.608                  | 28.280     |

### Ertragslage (2014–2024)
| Jahr | Zinsüberschuss (Mio. €) | Provisionsüberschuss (Mio. €) | Bilanzgewinn (Mio. €) |
| ---- | ----------------------- | ----------------------------- | --------------------- |
| 2014 | 27,2                    | 10,7                          | 2,0                   |
| 2015 | 27,5                    | 11,4                          | 2,3                   |
| 2016 | 29,1                    | 13,6                          | 2,5                   |
| 2017 | 31,5                    | 15,7                          | 3,3                   |
| 2018 | 33,8                    | 16,2                          | 2,8                   |
| 2019 | 35,5                    | 17,3                          | 2,7                   |
| 2020 | 39,5                    | 18,2                          | 2,4                   |
| 2021 | 41,3                    | 19,1                          | 1,8                   |
| 2022 | 41,2                    | 19,0                          | 2,0                   |
| 2023 | 41,3                    | 19,3                          | 2,4                   |
| 2024 | 41,3                    | 19,3                          | 2,5                   |

## Regionales Engagement
Die Volksbank Mönchengladbach eG engagiert sich aktiv für das Gemeinwohl in ihrer Region. Dazu gehören Spenden, Sponsoring und Partnerschaften mit Sportvereinen, Schützenbruderschaften, karnevalistischen Gruppen, sozialen Einrichtungen und der lokalen Tafelbewegung.
Darüber hinaus fördert sie nachhaltige Energieprojekte:
- Bürger Solar Willich eG (seit 2008): Solaranlagen auf städtischen Dächern
- Geothermie Willich: Entwicklung eines Erdwärmesystems im Gründerzentrum Willich
- Erkelenzer Sonnenschein eG (seit 2008): Bürgerbeteiligung an Photovoltaikanlagen
- Bürger Solargenossenschaft Mönchengladbach eG (seit 2011): Kooperationsprojekt mit NEW Re

## Organisation
Die Bank wird von einem mehrköpfigen Vorstand geleitet, kontrolliert durch einen Aufsichtsrat. Als Genossenschaft gehört sie ihren über 28.000 Mitgliedern. Mit 21 Geschäftsstellen, einem dichten Servicenetz und über 427 Mitarbeitenden ist sie in der Region Mönchengladbach, Meerbusch, Willich und Erkelenz präsent.